# Песня-74
«Песня-74» — четвёртый советский телевизионный фестиваль эстрадной песни из серии «Песня года». Финальный концерт проводился в Останкино, записывался 22 декабря 1974 года, транслировался по телевидению 1 января 1975 года, повторялся 18 января. Заключительный концерт фестиваля транслировался по ЦТ в 19.30, с перерывом (21.00) на программу «Время».
Производство: Главная редакция музыкальных программ.
Продолжительность — 3 часа 10 минут, количество песен — 30 (включая начальную).
Автор сценария: Майя Саймонова и Виктор Черкасов, режиссёр: Виктор Черкасов, ведущий оператор: Владимир Куликов, режиссёры: Виктор Мееровский, Роман Красноюрченко, редактор: Марина Пустовалова.
Оркестр — эстрадно-симфонический оркестр Центрального телевидения и Всесоюзного радио, дирижёр народный артист РСФСР, лауреат премии Ленинского комсомола Юрий Силантьев.
Ведущие — Анна Шилова, Игорь Кириллов, с участием Геннадия Чертова.
В жюри — Элеонора Беляева, актёр Михаил Жаров (испольнитель роли участкового милиционера Анискина из фильма Анискин и Фантомас), герой Сталинградской битвы Яков Павлов (оборона Дома Павлова), герой соц.труда Прасковья Малинина, исполнительница народных песен Ирма Янузем, дирижёр Юрий Силантьев.
Гимны фестиваля — «Песня остается с человеком» (композитор Аркадий Островский, стихи Сергей Островой) и «Марш весёлых ребят» (из кинофильма «Весёлые ребята», музыка Исаака Дунаевского, слова Василия Лебедева-Кумача).
Вступительное слово произнёс композитор Василий Соловьев-Седой.
В середине концерта, после приветствия героя Сталинградской битвы Якова Павлова (оборона Дома Павлова) и напоминания о том, что в 1975 году исполняется 30-лет со Дня Победы, прозвучали старые военные песни: В лесу прифронтовом (1943, музыка Матвея Блантера, слова Михаила Исаковский, исполнитель Алексей Покровский), « Не тревожь ты себя» (1943, Василий Соловьев-Седой — Михаил Исаковский, исполнитель Мария Пахоменко).
Сергей Островой прочитал своё стихотворение «Война». А также прозвучала фантазия Евгения Рохлина на темы песен-лауреатов прошлогодней Песни-73 (София Ротару — «Песня о моем городе», Юрий Богатиков — «Давно не бывал я в Донбассе», Виктор Вуячич — «Если б камни могли говорить», «ВИА Самоцветы» — «Мой адрес — Советский Союз» , Муслим Магомаев — Мелодия) и авторы этих песен были опять награждены дипломами лауреатов.
В конкурсе «Песня поёт обо мне» в исполнении зрителей прозвучали «Песня о тревожной молодости», «Едут новоселы», «Присядем друзья перед дальней дорогой», «Не плачь, девчонка», «Комсомольцы-добровольцы».
Избранные песни фестиваля «Песня- 74» на Discogs: Баллада о матери и другие.

## Фон
История фестиваля была тесно связана с историей страны, и в нём отражались все перемены, происходившие в обществе
К 1974 году Росконцерт вынужден смириться с рок-музыкой: молодежь традиционную эстраду слушала неохотно, приходилось исполнять песни не под эстрадный оркестр, а под ансамбль электроинструментов. Происходит бум вокально-инструментальных ансамблей, их официальный репертуар пишут профессиональные авторы-песенники, не про комсомол и стройки, а на темы, которые могут нести заряд жизненного оптимизма. Их песни похожи на западный лирический рок, но мелодии простые и тексты беспроблемные. Это время ВИА Самоцветы.
1974 год — год всенародной солидарности с патриотами Чили, такими как Луис Корвалан, Виктор Хара. В самодеятельных ансамблях политической песни поют рефреном «Когда мы едины, мы не-по-бе-ди-мы!» (исп. ЕӀ pueblo unido jamas sera vencido!). В финал "Песни-74 попадает баллада «Выстрадай, Чили», посвящённая памяти Виктора Хары, её исполняет Виктор Вуячич: «Вместе с гитарой песню убили. / Друг, над расстрелянной песней не плачь. / Новую песню выстрадай, Чили, / А над расстрелянной песней не плачь».
Попадает в финал Песни-74 и песня-агитка «Байкало-Амурская магистраль», написанная в целях пропаганды и призванная мобилизовать молодёжь на комсомольскую стройку по возведению БАМа. Песня уверяет страну: «Слышишь, время гудит: БАМ!», но времена, однако, другие, и фанфарам мало верят.
Несмотря на расцвет ВИА, композитор Александра Пахмутова на Пленуме Правления Союза композиторов СССР неоднозначно оценила вышедшую в финал Песни-74 «Балладу о матери», критикуя якобы мелодраматизм и нехватку строгости в исполнении Софии Ротару.
При этом лауреатом Песни-74 становится бард Юрий Визбор, написавший слова песни «Я вас люблю, столица», вышедшей в финал фестиваля.

## Хиты
В течение года зрители присылали открытки на телевидение, называя по три лучших песни, а в финал выходили песни, указанные в наибольшем количестве открыток:
- «Не повторяется такое никогда» (Серафим Туликов — Михаил Пляцковский, исполнитель ВИА Самоцветы)[10][11]. Новая песня Туликова о любви и дружбе, исполненная неприемлемыми для него новыми исполнителями необычного для него внешнего вида из ВИА Самоцветы, потеснила его торжественные гимны («Ленин всегда живой!»), заказанные партийными чиновниками[12]
- «Поговори со мною, мама» (музыка Владимира Мигули, слова Виктора Гина, исполнительница Валентина Толкунова)[10]. Без песен Валентины Толкуновой с 1973 по 2005 год не обходился ни один конкурс «Песня года», и песня «Поговори со мною, мама», попавшая в финал «Песни-74»[13][14]
- «Травы, травы» (музыка Владимира Шаинского, слова Ивана Юшина, исполнитель Геннадий Белов). У песни сложилась особая судьба. Среди клиентов московского мясника Ивана Юшина была популярная певица Людмила Зыкина, которой он и вручил тетрадь со своими стихами, а та передала их Владимиру Шаинскому. Вскоре была написана песня «Травы, травы», впервые прозвучавшая в фильме «Анискин и Фантомас» и ставшая популярной[10][15]
- «В ответ на твой обман» (музыка Никиты Богословского, слова Михаила Танича). Валерий Золотухин в финале Песни-74 исполнил её дважды (на «бис»)[16].

## Финалисты
В финальном концерте прозвучали следующие песни-лауреаты 1974 года выпуска:
| №  | Название                     | Автор музыки           | Автор текста                                    | Исполнитель                                                                                                   | Примечание |
| -- | ---------------------------- | ---------------------- | ----------------------------------------------- | --- | --- |
| 1  | Я вас люблю, столица         | Павел Аедоницкий       | Юрий Визбор                                     | Лев Лещенко                                                                                                   | |
| 2  | Не повторяется такое никогда | Серафим Туликов        | Михаил Пляцковский                              | ВИА «Самоцветы» (х/р Юрий Маликов)                                                                            | |
| 3  | Песня о фабричном гудке      | Эдуард Колмановский    | Михаил Матусовский                              | Алексей Покровский                                                                                            | из спектакля МХАТа им. Горького «Сталевары» |
| 4  | Выстрадай, Чили              | Игорь Лученок          | Борис Брусников                                 | Виктор Вуячич                                                                                                 | посвящена Виктору Хара |
| 5  | Поговори со мною, мама       | Владимир Мигуля        | Виктор Гин                                      | Валентина Толкунова                                                                                           | |
| 6  | Старый барабанщик            | Сергей Томин           | Евгений Долматовский                            | Большой детский хор ЦТ и ВР, солист Сережа Парамонов                                                          | х/р Виктор Попов |
| 7  | Крестики-нолики              | Вениамин Баснер        | Михаил Матусовский                              | Таисия Калинченко                                                                                             | |
| 8  | Самый лучший дом             | Николай Песков         | Петр Синявский                                  | Большой детский хор ЦТ и ВР , солисты: Дима Викторов, Дима Голов, Олег Касьянов, Майя Ермолаева, Роза Агишева | Посвящена «Дому игрушки» — крупнейшему магазину игрушек, находившемуся в те годы на Кутузовском проспекте, 8 (см. ссылку https://dzen.ru/a/Zt1YT-ROinGxm62i ) |
| 9  | Горячий снег                 | Александра Пахмутова - | Михаил Львов                                    | Юрий Гуляев                                                                                                   | |
| 10 | Баллада о матери             | Евгений Мартынов       | Андрей Дементьев                                | София Ротару                                                                                                  | |
| 11 | Это мы                       | Оскар Фельцман         | Расул Гамзатов, (перевод Якова Козловского)     | Николай Соловьев                                                                                              | |
| 12 | Пока я помню, я живу         | Арно Бабаджанян -      | Роберт Рождественский                           | Муслим Магомаев                                                                                               | |
| 13 | Травы, травы                 | Владимир Шаинский      | Иван Юшин                                       | Геннадий Белов и ансамбль «Советская песня» п/у Виктора Краснощекова                                          | из к-ф «Анискин и Фантомас», 1974 год |
| 14 | Всё посвящаю я тебе          | Валентин Левашов       | Валентин Левашов                                | Лев Лещенко                                                                                                   | |
| 15 | В ответ на твой обман        | Никита Богословский    | Михаил Танич                                    | Валерий Золотухин -                                                                                           | |
| 16 | Зимняя любовь                | Арно Бабаджанян        | Роберт Рождественский                           | Иосиф Кобзон                                                                                                  | |
| 19 | Давай поговорим              | Эдуард Ханок           | Илья Резник                                     | Юрий Богатиков -                                                                                              | |
| 20 | Байкало-Амурская магистраль  | Оскар Фельцман         | Роберт Рождественский                           | Владислав Коннов                                                                                              | |
| 21 | Там, за облаками             | Марк Фрадкин -         | Роберт Рождественский                           | ВИА «Самоцветы» -                                                                                             | |
| 22 | Шум берез                    | Константин Орбелян     | Владимир Лазарев                                | Виктор Вуячич                                                                                                 | |
| 23 | Любовь                       | Оскар Фельцман         | Расул Гамзатов (перевод Роберта Рождественского | Сергей Захаров и ансамбль «Советская песня» п/у Виктора Краснощекова                                          | |
| 24 | Мужчины                      | Эдуард Колмановский    | Владимир Солоухин                               | Николай Соловьев (сол. Гос.акад.муз.т-ра им. Станиславского и Немировича-Данченко) -                          | |
| 25 | Торжественная песня          | Муслим Магомаев        | Роберт Рождественский                           | Муслим Магомаев                                                                                               | |

## Не попали на финальный концерт
На финальный концерт"Песни-74" не попали такие хиты, как:
- «Утренняя гимнастика» Владимира Высоцкого[17]
- «От улыбки станет всем светлей» (из мультфильма Крошка Енот, музыка Владимир Шаинский, слова, Михаил Пляцковский, исполнитель Клара Румянова)[17]
- «Три слова» (музыка Оскара Фельцмана, слова Роберта Рождественского, исполнитель Людмила Гурченко)[17]